# Rakugo
Rakugo (jap. 落語; dosłownie ‘spadające słowa’) – japońskie werbalne przedstawienie. Pojedynczy gawędziarz (rakugo-ka) siedzi na scenie zwanej kōza (高座) i, używając często papierowego wachlarza (sensu) oraz małej chusteczki (tenugui) z materiału, bez wstawania ze swojego siedzenia przedstawia długą i skomplikowaną opowieść komiczną. Wplata w nią dialog dwóch lub więcej postaci, a różnice między nimi zarysowuje poprzez zmiany w barwie i natężeniu głosu oraz nieznaczne przekręcanie głowy.

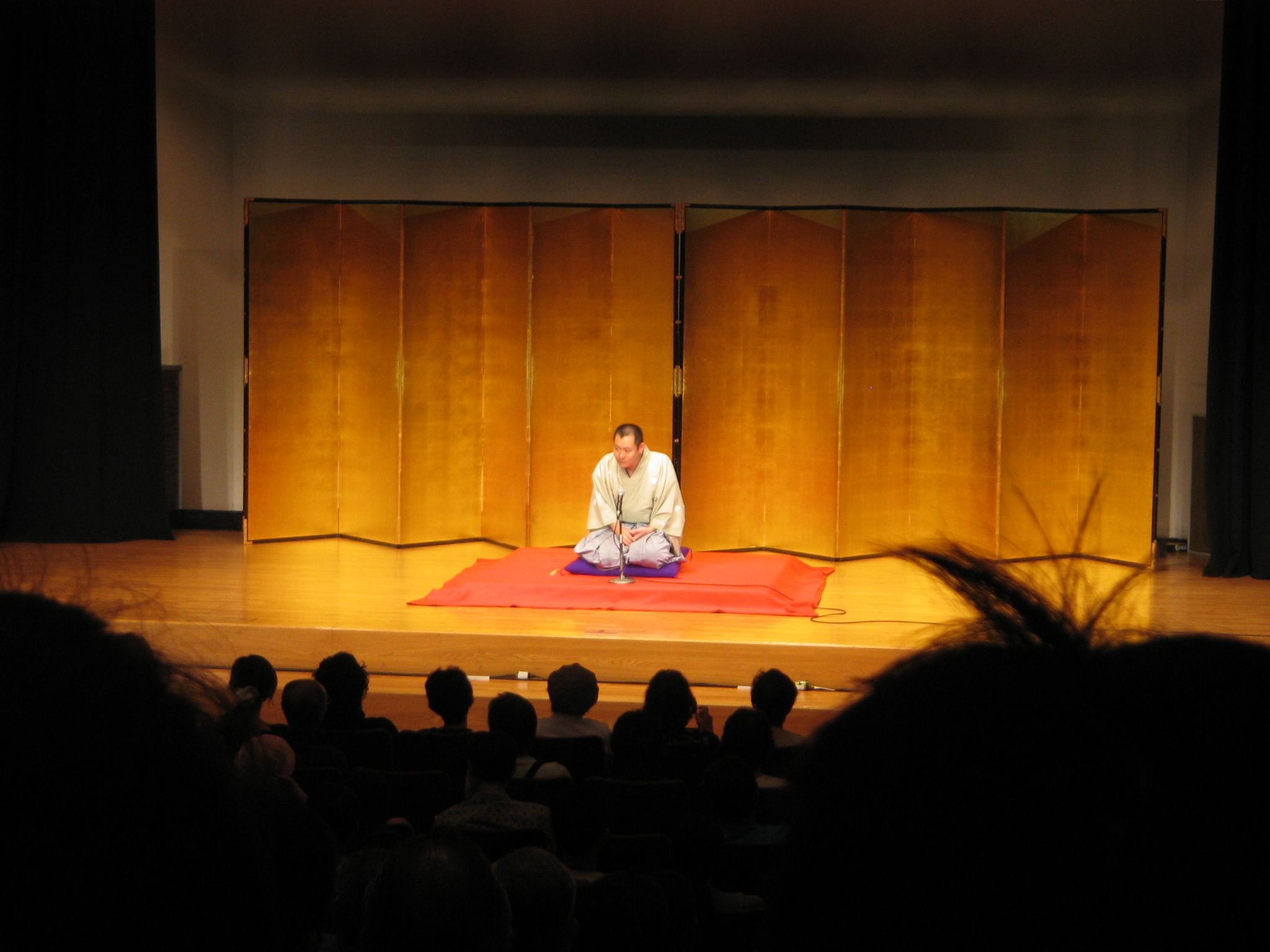
Rakugo-ka w trakcie występu

Od połowy do końca okresu Edo organizowano specjalne spotkania, podczas których uczestnicy popisywali się opowiadaniem dowcipnych historyjek typu rakugo. Podczas takich spotkań rodziły się dłuższe facecje, które stały się podstawą znanych dziś rakugo.